# 吳景添
吳景添（1946年—），出生於汶萊，是前台灣男子偶像團體飛輪海吳尊的父親，為汶萊籍華人，現在是文萊業餘籃球會會長、地產大亨。

## 生平
吳景添的父親是第一批來到汶萊的金門華人移民之一，生下5名子女，吳景添在家中排行第二，在汶萊經營地產公司，因公務繁忙，經常往返中國大陸、汶萊等地。哥哥為吳景進所開設的吳福記汽車公司是汶萊最大的汽車代理商，獨家代理三菱、鈴木、雪佛蘭等歐日汽車品牌；另外他還是當地金門建築創辦人、《汶萊時報》的董事之一，是汶萊十大富豪之一。兒子吳尊經營健身院，家族資產總值估計超過10億新臺幣。姪子吳成典為現任新黨主席，曾任金門縣副縣長、立法委員、國大代表。

## 參與綜藝節目
2018年11月23日，吳尊邀請72歲高齡的爸爸吳景添一起參加親子互動真人秀節目《最美的時光》，節目首次播出，吸引許多觀眾準時鎖定收看。吳爸爸原本就以凍齡外貌為粉絲熟知，這回在節目中正式拋頭露面，果然一登場就令男嘉賓們瘋狂驚呼「也太帥了吧」、「強大的基因啊」！節目播出後，許多觀眾在網路上熱烈討論起吳尊爸爸，不敢相信他已經72、73歲左右。事實上，吳尊的爸爸吳景添曾是籃球國手，即使年紀大了也熱衷健身旅遊，因此長保健康的體態，也顯得年輕。